# Szergej Karimov
Szergej Karimov, németül: Sergej Karimow, oroszul: Сергей Каримов (Szarany, Szovjetunió, 1986. december 21. – 2019. december 24.) válogatott kazak labdarúgó, hátvéd. Anyai ágon német, apai ágon orosz származású, rendelkezik német állampolgársággal is.

## Pályafutása
2006 és 2011 között a VfL Wolfsburg, 2011 és 2013 között az MSV Duisburg labdarúgója volt.
2010-ben egy alkalommal szerepelt a kazak válogatottban.